# Dryadella meiracyllium
Dryadella meiracyllium là một loài thực vật có hoa trong họ Lan. Loài này được (Rchb.f.) Luer mô tả khoa học đầu tiên năm 1978.